# 노트르담 대성당 화재
노트르담 대성당 화재는 2019년 4월 15일 오후 6시 50분 무렵 프랑스 파리의 노트르담 대성당 지붕에서 발생한 화재이다. 보수 공사 중이던 첨탑 주변에서 화재가 발생한 것으로, 첨탑과 그 주변의 지붕이 붕괴되었다.
화재는 약 10시간 만에(16일 새벽 4시, 현지시각) 진압되었으며, 프랑스 대통령 에마뉘엘 마크롱은 국가 기금 모금 캠페인을 하여 부분적으로 자금을 모아 대성당을 재건하겠다고 약속하였다.

## 관련 보도
독일의 랜드마크이자 제1의 관광지인 쾰른 대성당은 2차대전 당시 공습을 당해 일부가 파괴되었는데, 70년이 지난 현재도 복원 공사중이다. 독일 쾰른 대성당은 프랑스 노트르담 대성당의 고딕 양식을 모방해서 만들었으며, 노트르담 대성당이 180년만에 완공되는 날 쾰른 대성당을 착공했다.
프랑스 파리의 노트르담 대성당, 독일의 쾰른 대성당, 이탈리아 밀라노 대성당은 중세 고딕 양식을 대표하는 3대 성당이다.
노트르담 대성당은 프랑스 가톨릭의 상징이다. 파리교구장인 주교가 미사를 집전하는 주교좌성당이다. 서울대교구장인 염수정 추기경이 미사를 집전하는 서울의 명동 대성당과 같은 곳이다. 노트르담 대성당에서는 종교행사뿐만 아니라 최고 지도자의 장례식 등 국가적인 행사가 열린다.
유네스코는 1991년 노트르담 대성당을 세계문화유산으로 지정된 바 있다. 하루 평균 3만명, 매년 1400만명의 관광객이 방문한다.
화재에서 대성당 내부의 오르간은 화염의 피해를 입지는 않았으나 재의 침투로 인해 대대적인 보수공사가 진행되었다.

## 재개관
2024년 12월 7일 재개관식이 거행되었으며, 마크롱 대통령이 직접 대성당 앞에서 연설을 진행하였다.

## 같이 보기
- 슈리성
- 뵈르센